# 僕の彼女がエロい訳
『僕の彼女がエロい訳』（ぼくのかのじょがえろいわけ）は、矢凪まさしによる日本の漫画作品。『メンズヤング』（双葉社）において、2010年4月号から2012年3月号まで連載された。

## 概要
作者はこの作品から、デジタル作画に転向した。掲載雑誌の廃刊に伴い、打ち切りとなった。

## ストーリー
肉奴隷調教&ハーレム願望を持つ悪友から勝手に仲間扱いされ、大学の屋上でついブチ切れて「肉奴隷だろうがメス奴隷だろうが連れてこい 何十匹だろうと調教してやるよ！」と啖呵を切ってしまった主人公。
ところが、見ず知らずの女の子に、その言葉を聞かれてしまって……？！

## 登場人物
獅子上 主（ししがみ あるじ）
本作の主人公。大学生。毎回ヒロインの強引さに負けてエッチをしてしまう。プッツンするとＳのスイッチが入る。本人の性格に関係があるかは不明だが、実家は「犬の訓練士」。
宝地 ルリ（ほうち るり）
本作のヒロインその１。通称ポチ。ミケのルームメイト。獅子上と同じ大学の学生。獅子上が猿崎に「調教師」呼ばわりされたのキレて発言した宣言を聞いてペットとして調教してほしいと志願してきた。自分から志願していることもあってその言動は度々周囲をドン退きさせている。実は過去に両親の調教プレイを目撃してしまい、それが「一番の関係」だと思い込んで逆に普通の恋愛関係を拒絶してしまう。なお、調教されていたのは父親。
三ケ谷 茜（みけがや あかね）
本作のヒロインその２。通称ミケ。ポチのルームメイト。獅子上と同じ大学の学生。ポチとは以前から友人だが、調教云々は非常識だと考えており、ポチを解放しようと獅子上と関わっているうちにミイラ取りがミイラになってしまう。友達のためとか色々言い訳をしつつ実はポチに負けず劣らずのペット気質。犬系のポチに対して猫系で二人きりだと甘えてくるほか、他の子としている主を「浮気者」呼ばわりするなど独占欲が強い。
人格はともかく、獅子上が奴隷調教師でもなんでもない「普通の大学生」と知ったときには自身の行いも含めて混乱していた。ポチやタマと比べてスレンダーな体型なのは気にしている。
珠子（たまこ）
本作のヒロインその３。通称タマ。獅子上が住むアパートの大家。背が低く童顔だが巨乳。まともに大人扱いされず就職もできなかったため、親戚からアパートの管理を任された。獅子上は普段子供扱いせずに接していたため、好意を寄せていた。
前述の通り、体格に反した巨乳の持ち主だが陥没乳首がコンプレックス。性格は猫系。
宮坂 花（みやさか はな）
本作のヒロインその４。ポチの家庭教師。普段は仕切るタイプだが、主導権を取られると弱い。
千口 秋（せんぐち あき）
本作のヒロインその５。通称チロ。主の高校時代の同級生。元々友人以上の感情を持っていたが、ポチたちの調教云々の話を聞き、現場まで目撃してしまい負けてられないと押しかけてくる。性格は犬系。
猿崎（さるざき）
主の同級生。通称猿。獅子上と同じ大学の学生。女の子と懇ろになることしか頭にないバカ。ある意味全ての元凶だが、獅子上たちの状況を羨むばかりで実態には気づいていない。

## 書誌情報
- 矢凪まさし 『僕の彼女がエロい訳』 双葉社〈アクションコミックス〉
  1. 2010年11月27日発売、ISBN 978-4-575-83844-2
  2. 2011年8月27日発売、ISBN 978-4-575-83957-9
  3. 2012年3月28日発売、ISBN 978-4-575-84056-8

## オリジナルビデオ版
3代目恵比寿マスカッツリーダーの希志あいのを主演（ヒロイン）に実写映画化。
2012年4月6日レンタル開始。

### ストーリー
大学生・獅子上の前に、突然現れたカワイイ女の子・ポチ。
「自分を躾けてほしい」と懇願する彼女に、獅子上は犬の調教師の家系の血が目覚めたのか、
ついつい彼女の要望を過激な調教で応えてしまう。
その日から、獅子神とポチの奇妙な同棲生活が始まるのであった。
ところ構わず繰り広げられる調教の日々。さらには、ポチの友人であるミケまで調教をする事に。
次第に獅子上は調教師としての才能を開花させつつあった。二人の奇妙な調教生活の行く末は！？

### スタッフ
- 原作：矢凪まさし
- 製作：大橋孝史
- 監督・脚本：遊佐和寿
- 撮影監督：ザオパン・ツェン
- プロデューサー：川島正規
- 配給：ディファレンス
- 製作会社：チャンス イン、ジョリー・ロジャー

### キャスト
- 希志あいの
- 栗林里莉
- 亜紗美
- 山形啓将
- 福田望

ほか